# Biscarrués
Biscarrués è un comune spagnolo di 228 abitanti situato nella comunità autonoma dell'Aragona.

Fa parte della comarca della Hoya de Huesca.